# قرية أولاد عطية
قرية أولاد عيطة هي إحدى قرى الرحيبات في الجبل الغربي - جبل نفوسة ليبيا، حيث تقع قرية أولاد عطية حوالي 200 كيلو متر من طرابلس العاصمة وتقع قرية أولاد عيطة على رأس الكاف «الملعلق» وهي أول منطقة تقع في الرحيبات من ناحية الشمال
منتديات الرحيبات 
صفحة قرية أولاد عيطة على الفيس بوك  على فيسبوك.